# Avtandil Gogoberidze
Avtandil Gogoberidze (Georgisch: ავთანდილ ღოღობერიძე, Russisch: Автандил Гогоберидзе) (Soechoemi, 3 augustus 1922 - Tbilisi, 20 november 1980) was een voetballer uit de Sovjet-Unie van Georgische afkomst.

## Biografie
Hij begon zijn carrière in 1939 bij Pisjtsjhevik Soechoemi en maakte dan de overstap naar Dinamo dat in de derde klasse van de Sovjetcompetitie speelde. Na de Tweede Wereldoorlog ging hij aan de slag bij het grote Dinamo Tbilisi. In 1951 werd hij topschutter van de competitie. Met de olympische selectie nam hij deel aan de Olympische spelen. Hij speelde ook drie wedstrijden voor het nationale elftal. Na zijn spelerscarrière werd hij trainer.